# Dominique Antoine

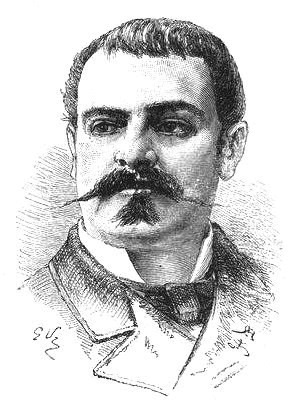
Zeichnung von 1883

Dominique Jules-Antoine (* 26. Januar 1845 in Metz; † 1. Januar 1917 in Nancy) war deutscher Tierarzt und Politiker. Von 1882 bis 1889 war er Mitglied des Reichstags.

## Leben
Antoine studierte Tierheilkunde und wurde Tierarzt in Bad Sierk und später in Metz. 1870 wurde er als Leutnant in der Mobilgarde im Krieg gegen Deutschland verwundet. Später wurde er Mitglied der Akademie von Metz und wurde von der Regierung des Reichslandes Elsaß-Lothringen mit öffentlichen Aufgaben betraut. 1875 wurde er Mitglied des Metzer Gemeinderats und 1878 des Landesausschusses des Reichslandes Elsaß-Lothringen.
Am 17. Dezember 1882 wurde er in einer Ersatzwahl für den Wahlkreis Elsaß-Lothringen 14 (Metz) zum Reichstagsabgeordneten gewählt, besuchte den Reichstag jedoch nie. Dennoch wurde er 1884 und 1887 wiedergewählt. 1886 scheiterte eine Anklage wegen Hochverrats vor dem Reichsgericht. Im Frühjahr 1887 wurde er aus dem Reich ausgewiesen und begab sich nach Luxemburg. Am 11. März 1889 legte er sein Reichstagsmandat nieder und wanderte nach Frankreich aus. Er gehörte der katholischen Konfession an.